# Альгайер, Зепп
Зепп (Йозеф) Альгайер (нем. Sepp (Josef) Allgeier; 6 февраля 1895, Фрайбург-в-Брайсгау — 11 марта 1968, Эбнет) — немецкий кинооператор и фотограф.

## Биография
По окончании средней школы в 1910 году начал работать подмастерьем по нанесению рисунков на текстиль в фирме August Gotthart во Фрайбурге. В 1911 году стал кинооператором в компании Freiburger Express-Film-Gesellschaft. В предвоенный период участвовал в нескольких поездках за рубеж, где проводились киносъёмки — в частности, в 1913 году снимал события Второй Балканской войны (скорее всего, по заказу властей Сербии).
В 1912 году снял первый немецкий фильм горный фильм. Годом позже участвовал в экспедиции на Шпицберген Теодора Лернера, безуспешно пытавшейся спасти Герберта Шрёдера-Штранца.
В период Первой мировой войны служил военным корреспондентом при 5-й армии. С 1918 года — первый кинооператор киностудии Freiburger Berg- und Sportfilm GmbH под руководством режиссёра Арнольда Фанка. Также сотрудничал с другими режиссёрами, такими как Георг Вильгельм Пабст, Марио Боннар и Луис Тренкер в работе над популярными в годы Веймарской республики лентами жанра горный фильм.
После прихода к власти НСДАП стал главным оператором при Лени Рифеншталь, снял ряд пропагандистских фильмов («Победа веры», «Триумф воли» и др.). В 1936 году получил титул имперского культурного сенатора. В 1939 году в составе группы Лени Рифеншталь вёл документальную съёмку польской кампании вермахта. В 1940—1945 годах — фронтовой оператор вермахта, одновременно был оператором ряда художественных фильмов.
С 1945 года проживал в родном Фрайбурге, где и похоронен. Несмотря на формальный уход на пенсию в 1955 году, продолжал сотрудничать с кинокомпаниями. Сын З. Альгайера, Ханс-Йорг Альгайер, также стал кинооператором.